# Реставрация Бурбонов
Реставра́ция Бурбо́нов — период французской истории, который охватывает несколько событий: первое отречение Наполеона I от трона в апреле 1814 года и восстановление власти монархов — представителей династии Бурбонов; свержение Бурбонов и восстановления власти Наполеона в марте 1815 года (т.н. Сто дней); повторное отречение Наполеона I от престола 22 июня 1815 года; вторая реставрация Бурбонов и июльская революция 1830 года. Братья казненного короля Людовика XVI — Людовик XVIII и Карл X, последовательно взошли на трон, учредив консервативные правительства, стремясь восстановить институты и порядки старого режима.

## Предпосылки
После Французской революции (1789–1799) Наполеон Бонапарт стал правителем Франции, который за счет последовательных военных побед расширял границы Французской империи, пока коалиция европейских держав не победила его армию во время войны Шестой коалиции. В апреле 1814 года Наполеон I отрекся от престола, что означало конец Первой империи. Во Франции была реставрирована монархия Бурбонов.
На Венском конгрессе к Бурбонам относились вежливо, но им пришлось отказаться почти от всех территориальных приобретений, достигнутых революционной и наполеоновской Францией с 1789 года.

## Первая реставрация
6 апреля 1814 года сенат, действуя по внушению Талейрана и по желанию союзников, провозгласил восстановление монархии Бурбонов, в лице Людовика XVIII, при условии, однако, принесения им присяги на верность составленной сенатом конституции, гораздо более свободной, чем наполеоновские. Присяга признавала свободу слова и религии и рядом с назначаемым короной наследственным сенатом ставила избираемый населением законодательный корпус. Людовик XVIII сначала отказывался подчиниться требованию наполеоновского сената, но, по настоянию императора Александра I, подписал Сент-Уанскую декларацию (фр.) с обещанием конституции, после чего торжественно въехал в Париж.
30 мая 1814 года Людовиком XVIII был подписан первый Парижский мир, по которому Франция возвращалась к границам 1792 года, но с прибавлением части Савойи.
4 июня того же года вступила в силу Хартия 1814 года, октроированная королём; она представляет развитие конституции 6 апреля (две палаты — Палата пэров и Палата депутатов; избирательное право обусловлено платежом 300 франков прямых налогов).
Эта конституция в действительности не соблюдалась; уже в октябре 1814 года была восстановлена цензура для произведений объемом менее 20 печатных листов, а также требование предварительного разрешения для журналов, типографий и библиотек.
Людовик XVIII не стремился к крутой ломке: он принял учреждения империи (организацию департаментов и округов, Почётный легион и многое другое), не внося в них серьёзных изменений. Были сохранены в основном даже чиновники империи. Тем не менее реакция сказывалась не только в стеснениях свободы слова (не новых для страны, пережившей наполеоновскую диктатуру), не только во введении обязательного празднования воскресного дня и в требовании украшения домов по случаю крестного хода; она затрагивала или грозила затронуть экономические интересы множества лиц.
Земли, конфискованные революцией, но почему-либо ещё не проданные, были возвращены вернувшимся эмигрантам. Стало ясно, что эмигранты хотят добиться возврата и всех других, потерянных ими имуществ, хотя бы они перешли в руки новых владельцев.
Большое практическое значение имело также удаление со службы или перевод на половинный оклад значительного числа (свыше 20 000 человек) наполеоновских офицеров (мера эта была необходима по финансовым соображениям, чтобы сократить расходы на армию). Оставшиеся на службе офицеры и вся армия чувствовали, что новое правительство относится к ним с пренебрежением.
Неудовлетворённой была и наполеоновская неоаристократия, которая, хотя и была принята к новому двору, но чувствовала там себя второразрядной. Недовольство охватило даже крестьян, которые опасались восстановления феодального права, даже в неполную силу.

## 100 дней
Все это дало Наполеону надежду вновь приобрести власть. 1 марта 1815 года он высадился на юге Франции, где был встречен восторженно значительной частью населения — особенно крестьянами, рабочими, мелкой буржуазией, солдатами и офицерами. Наполеон I быстро собрал довольно значительную армию и двинулся на Париж. Его личный деспотизм был забыт и его приветствовали как представителя революции, шедшего освободить страну от тирании Бурбонов. Людовик XVIII бежал, а Наполеон вновь стал императором (хотя ненадолго, всего на сто дней).
22 июня 1815 года, после поражения при Ватерлоо, Наполеон I вновь подписал в Париже отречение от престола в пользу своего сына и хотел отправиться в Америку, но добровольно сдался англичанам.

## Вторая реставрация
Союзники вторично вступили в столицу Франции и вторично вслед за ними — в их багаже, как говорили тогда, — вернулся Людовик. Он немедленно назначил новые выборы в палату депутатов, на основе хартии 1814 года и изданного в форме ордонанса избирательного закона. Министром-президентом был назначен Талейран, а в сентябре 1815 года — герцог Ришельё.
Избирательная система, на основании которой была избрана палата депутатов, отличалась крайней сложностью, соединяя в себе некоторые принципы наполеоновской эпохи (многостепенное избрание и влияние власти на выборы) с новым принципом имущественного ценза. Всего избирателей (вместо 5 млн, числившихся при Наполеоне I) было во все время действия хартии 1814 года от 88 000 до 110 000.
Для избрания депутатов избиратели группировались в окружные и департаментские избирательные коллегии; первые избирали кандидатов, списки которых дополнялись новыми лицами единоличной властью префекта, а департаментские коллегии из этих списков избирали уже депутатов. При условии публичной подачи голосов, эта система обеспечивала твёрдому правительству чётко исполняющую его волю палату депутатов. На выборах 1815 года действовал, вдобавок, страх перед местью сторонникам павшего режима. Естественно, поэтому выборы дали крайне жёсткую палату депутатов (une chambre introuvable, по выражению короля). Опираясь на неё, правительство могло смело расправляться со своими врагами. Множество политических противников было предано военному суду и казнено или подверглось другим наказаниям.
В особенности жесток был «белый террор» на юге; но и в Париже, по приговору пэров, был расстрелян маршал Ней за переход на сторону Наполеона во время Ста дней.
Все это противоречило торжественному обещанию Людовика XVIII не карать за политические преступления.
В январе 1816 года, когда большая часть казней уже совершилась, через палаты был проведён закон об «амнистии полной и совершённой», однако, с исключением целых категорий лиц, перечисленных в законе, в том числе всех «цареубийц», то есть членов конвента, вотировавших казнь Людовика XVI, если они при этом приняли какую-либо должность от «узурпатора»; они подвергались изгнанию навсегда из Франции.
Сам король был настроен сравнительно миролюбиво и предпочитал не обострять отношения между правительством и оппозицией; но среди возвратившихся и получивших господствующее положение эмигрантов главенствовала партия ультрароялистов, стремившаяся к полному восстановлению дореволюционных порядков. Во главе этой партии стоял граф д’Артуа, брат и наследник бездетного короля. Эта партия свергла министерство Талейрана, хотя никто не сделал столько для восстановления власти Бурбонов, как он.
Однако и новое министерство под председательством герцога Ришельё, с Деказом в должности министра полиции, не удовлетворяло её. Полное возвращение к старине было немыслимо. О восстановлении феодальных прав нельзя было и думать; даже вознаграждение эмигрантов за их потери не могло быть осуществлено в близком будущем, так как приходилось считаться с финансовыми затруднениями, созданными войной, уплатой контрибуции в 700 млн и содержанием иностранных оккупационных войск.
Немыслимо было отменить Кодекс Наполеона и другие кодексы, с которыми свыклось население; возможны были только частичные реформы, например отмена развода, осуществлённая министерством герцога Ришельё в мае 1816 года.
Недовольный фанатизмом палаты депутатов, Ришельё, по настоянию Деказа, распустил её (осенью 1816 года). Выборы дали министерству умеренное большинство в 60 голосов.
В 1817 году Ришельё провёл новый избирательный закон, несколько уменьшивший возможность правительственного давления на выборы; были отменены окружные избирательные коллегии, оставлены только департаментские; выборы сделаны прямыми (но остались открытыми); право префектов вносить своих кандидатов в списки уничтожено, но высокий имущественный ценз избирателей и ещё высший — избираемых сохранён.
Одновременно с этим была установлена система ежегодного обновления палаты депутатов на одну пятую её состава. Сравнительная умеренность министерства Ришельё не помешала ему провести в 1817 году восстановление цензуры на годичный срок (цензура, созданная в 1814 году, была отменена Наполеоном и до 1817 года не восстановлялась).
На выборах в палату в 1818 году прошло несколько либералов (Лафайет, Манюэль и другие), и потом их число все росло, а в 1819 году избран был даже «цареубийца», аббат Грегуар. Рост оппозиции объяснялся тем, что крупная буржуазия, вполне готовая поддерживать правительство Людовика XVIII, не желала перехода власти в руки старого дворянства и опасалась, чтобы крайности реакции не привели к новым революционным взрывам.
Герцог Ришельё испугался проявлений оппозиционного духа и готов был идти на уступки правой, но встретил противодействие в Деказе и вышел в отставку в конце 1818 года. Перед отставкой он добился от держав на Ахенском конгрессе освобождения Франции от оккупационной армии, занимавшей её с 1815 года и обходившейся ей крайне дорого.
Новое министерство генерала Дессоля, с Деказом в должности министра внутренних дел, а потом (с 1819 года), после отставки Дессоля, министерство Деказа шло, в общем, по тому же пути, что и Ришельё. Важнейшим его делом были два закона 1819 года о печати и о преступлениях печати. Ими отменялись цензура и предварительное разрешение журналов; последнее заменялось высоким денежным залогом (в 10 000 франков и выше; цифра эта впоследствии подвергалась изменениям), и за преступления печати назначались весьма строгие наказания — например за оскорбление короля от 6 месяцев до 5 лет тюрьмы и штраф от 500 франков до 10 000 франков, за оскорбление члена королевской семьи — до 3 лет тюрьмы и до 5000 франков штрафа (в 1822 году этот последний закон был изменён в частностях; наказания немного понижены).
13 февраля 1820 года убийство герцога Беррийского, совершённое фанатиком Лувелем на свой страх, то есть без поддержки или внушения какой бы то ни было партии, дало ультрароялистам желанный предлог низвергнуть министерство Деказа. Король вновь назначил первым министром Ришельё, принявшего в свой кабинет Виллеля и ещё двух ультрароялистов.
В угоду этой партии министерство провело избирательный закон 1820 года, коим избиратели были разделены на две категории: все избиратели, платящие не менее 300 франков податей, избирали отныне 258 депутатов, а наиболее богатые из них — ещё 172 депутата. Этот закон привёл к усилению крайней реакционной партии на выборах 1820 года и следующих годов, так что палата в 1823 году могла постановить удаление из неё на всю сессию Манюэля, за указание в его речи, что реакционная политика может привести к тем же результатам, что и политика Людовика XVI. В виде протеста против этого изгнания, осуществлённого силой, так как Манюэль отказался ему подчиниться, палату оставили 62 либеральных депутата.
В декабре 1821 года министерство Ришельё уступило место министерству Виллеля. Это министерство постаралось очистить состав чиновничества от всех сколько-нибудь подозрительных в политическом смысле элементов, подчинило народное просвещение духовенству, создало министерство духовных дел, поддерживало суровыми наказаниями обязательное празднование воскресного дня. В области иностранной политики министерство (отчасти под влиянием желания охранить интересы многочисленных во Франции собственников испанских государственных бумаг) оказало содействие Фердинанду Испанскому в подавлении испанской революции.
В 1823 году вновь была введена цензура, отменённая уже в 1824 году.
В конце 1823 года министерство распустило палату, чтобы окончательно удалить из неё оппозицию. Новая палата, избранная под сильным административным давлением, действительно удовлетворила всем ожиданиям министерства; в ней было всего 17 либералов и весьма мало умеренных; её называли Chambre retrouvée. Одним из первых её дел был закон, отменявший частичное обновление палаты и заменявший 5-летний срок депутатских полномочий 7-летним, причём палата распространила действие этого закона и на себя, хотя была избрана на 5 лет.
В 1824 году умер Людовик XVIII и трон наследовал Карл X. Теперь палата, министерство и король вполне соответствовали друг другу; трудно было ожидать каких-либо конфликтов. Однако, в среде крайних обнаружилось сильное разногласие по вопросу об отношении к церкви; они распались на роялистов клерикальных и светских. Король был, безусловно, на стороне клерикалов (что он торжественно заявил восстановлением во время своей коронации всех средневековых обычаев, до возложения королевских рук на нескольких больных для их исцеления).
В обществе росла оппозиция. Лафайет, Манюэль и другие вожди оппозиции встречали повсеместно восторженных сторонников, в их честь устраивались банкеты; страна покрылась множеством обществ, иногда легальных, но чаще тайных, преследовавших политические цели («Общество друзей печати», «Общество карбонариев» в Париже, «Рыцари свободы» в Сомюре, «Aide toi et le ciel t'aidera» и другие). К обществам, даже тайным, принадлежали такие лица, как Лафайет. Правительство, зная это, не могло ничего поделать за отсутствием улик и невозможностью их отыскать при хорошей конспиративной организации обществ.
Несмотря на стеснительные законы о печати, общественное недовольство находило выражение в прессе, среди которой только оппозиционные газеты имели действительное распространение и влияние; тюрьмы и штрафы для редакторов и авторов не действовали.
В 1825 году Виллель провёл закон о вознаграждении эмигрантов миллиардом франков; сумма эта должна была быть покрыта займом. Многие из крайних находили эту меру недостаточной, требуя возвращения им самих имуществ, в чьих бы руках они ни находились; но так далеко не могло пойти даже министерство Виллеля. И этот подарок на средства государственного казначейства вызвал сильное недовольство, хотя финансы к тому времени были настолько упрочены, что одновременно Виллель мог приступить к конверсии 5 % государственных облигаций в трёхпроцентные. Эта мера вызвала недовольство среди собственников облигаций, то есть как раз в том классе, который властвовал в стране в силу избирательного закона.
В 1826 году проведён закон о святотатстве, каравший смертной казнью за кражу в церквях и осквернение священных предметов.
Реакционный закон о печати в 1827 году хотя и прошёл в палате депутатов, но вызвал такое негодование в обществе, что палата пэров сочла нужным подвергнуть его изменениям, а правительство взяло его обратно, отомстив за своё поражение взысканиями с чиновников и членов академии, протестовавших против законопроекта.
Национальная гвардия была распущена за манифестацию в пользу хартии. Чтобы получить вотум доверия от страны, министерство распустило палату депутатов, но ошиблось в своих расчётах: в новой палате либералы имели весьма значительное число сторонников; безусловных приверженцев министерства было всего 125.
Вскоре после выборов (январь 1828 года) министерство Виллеля должно было уступить место министерству умеренного роялиста Мартиньяка. Король громко выражал сожаление о необходимости дать отставку Виллелю, говорил, что политика Виллеля — его политика, и неохотно уступил Мартиньяку, требовавшему, чтобы в тронной речи короля были обещаны реформы. Жан Батист Мартиньяк несколько облегчил положение печати, уничтожил чёрный кабинет (в котором производилась перлюстрация частной переписки) и выудил у Карла Χ два ордонанса, коими иезуитские школы подчинялись государственному контролю, а в 1829 году Мартиньяк внёс проект закона о местном самоуправлении, коим система назначения генеральных и муниципальных советов заменялась системой избрания, на основе высокого имущественного ценза. Против закона восстали роялисты, видевшие в местном самоуправлении торжество революционного принципа, но также и многие либералы, сторонники централизации. Проект был отклонён этой коалицией, что дало королю повод дать отставку кабинету.
В августе 1829 года было сформировано ультрароялистское министерство князя Полиньяка. Его назначение вызвало в стране протесты; стали основываться общества для отказа от уплаты налогов в случае ожидавшейся отмены хартии. Поездка Лафайета обратилась в триумфальное шествие, и на обедах в его честь были произнесены угрожающие по адресу правительства речи. Правительство начало ряд процессов против членов обществ и ораторов, но суды в основном оправдывали обвиняемых. В «Journal des Débats» была напечатана статья, в которой говорилось:
«Хартия имеет ныне такую силу, что об неё разобьются все поползновения деспотизма… Одновременно с незаконным взысканием податей народится новый Гампден, который сокрушит беззаконие… Несчастная Франция, несчастный король!»
Редактор газеты, привлечённый к суду, был оправдан в апелляционной инстанции.
В январе 1830 года возникла новая оппозиционная газета «National», во главе которой стояли Тьер, А. Каррель, Минье; её программой была верность Бурбонам, если они будут соблюдать хартию — а так как они не хотят этого, то лучшим кандидатом на трон является герцог Орлеанский. Газета говорила крайне вызывающим тоном по адресу правительства и пользовалась громадным успехом (см. Тьер).
Сессия палат 1830 года была открыта тронной речью, в которой заключалась угроза прибегнуть к особенным мерам для поддержания общественного мира. Палата депутатов избрала своим президентом либерала Ройе-Коллара и приняла, большинством 221 против 181 голоса, адрес, в котором протестовала против недоверия, выраженного к ней королём, и выражала опасение за вольности французского народа. Король отвечал отсрочкой сессии парламента, а затем распусканием палаты депутатов. Исход новых выборов мог быть только неблагоприятным для министерства, а так как король отождествлял себя с ним, то личное вмешательство его в выборы не могло достигнуть цели. Почти все депутаты, подавшие голос за адрес, были переизбраны; общее число сторонников оппозиции возросло до 272. Однако король и тут не понял истинного положения вещей. Не созывая палат и не предвидя никакой серьёзной опасности, он подписал Ордонансы 25 июля 1830 года (введение цензуры, изменение избирательного закона в смысле отнятия избирательных прав у собственников движимых имуществ и предоставления их только землевладельцам и проч.), вызвавшие июльскую революцию. В области иностранной политики реставрации наиболее выдающиеся факты — сближение с Россией, происшедшее в министерство Виллеля, и совместное с нею участие в освобождении Греции. В 1830 году, под предлогом наказания алжирского бея за оскорбление, нанесённое французскому консулу, Франция начала завоевание Алжира.